# Sevendust (álbum)
Sevendust es el álbum debut homónimo de la banda estadounidense de metal alternativo Sevendust. la reedición japonesa incluye las versiones en directo de "Bitch" & "Prayer" como pistas adicionales.
"My Ruin" también aparece en el álbum Mortal Kombat: More Kombat, bajo el nombre oríginal de la banda, "Crawlspace". "Too Close to Hate" aparece en la banda sonora de Masterminds.

## Lista de canciones
1. "Black" - 4:08
2. "Bitch" - 3:41
3. "Terminator" - 4:54
4. "Too Close to Hate" - 4:48
5. "Wired" - 3:55
6. "Prayer" - 4:18
7. "Face" - 4:47
8. "Speak" - 3:28
9. "Will It Bleed" - 4:51
10. "My Ruin" - 5:38
11. "Born to Die" - 3:59

## Pistas adicionales
1. "Bitch (Live)" (pista adicional coreana)
2. "Prayer (Live)" (pista adicional coreana)

## Personal
- Lajon Witherspoon - voz
- John Connolly - guitarra, coros
- Clint Lowery - guitarra, coros
- Vinnie Hornsby - bajo
- Morgan Rose - batería, coros